# 홍수주 (화가)
홍수주(洪受疇, 1642년 ~ 1702년)는 조선의 화가 및 문신이다. 자는 구언(九言), 호는 호은(壺隱)·호곡(壺谷). 본관은 남양(南陽)이다. 숙종 때 문과에 급제하여 형조참판에까지 이르렀다. 그림에 뛰어났으며 특히 포도와 대나무를 잘 그렸다. 그의 딸이 빌려 온 치마에 간장을 엎질러 울상이 된 것을 보고 그 치마에 다 포도를 그려 팔아 새 비단을 몇 필 사왔다는 일화도 있다. 그의 작품으로는 《포도도》가 있다.